# Earleria bruuni
Earleria bruuni is een hydroïdpoliep uit de familie Mitrocomidae. De poliep komt uit het geslacht Earleria. Earleria bruuni werd in 1969 voor het eerst wetenschappelijk beschreven door Navas. 